# Secrets inavouables
Pour plus de détails, voir Fiche technique et Distribution.
Secrets inavouables (Dead at 17) est un téléfilm canadien réalisé par Douglas Jackson et diffusé aux États-Unis le 31 mai 2008 sur Lifetime.

## Synopsis
À la mort mystérieuse de son fils Jason à l'âge de 17 ans dans d'étranges circonstances, Alyssa Harris ne croit pas à la thèse du suicide et mène l'enquête afin de découvrir la vérité.

## Fiche technique
- Titre original : Dead at 17
- Titre français : Secrets inavouables
- Réalisation : Douglas Jackson
- Scénario : Christine Conradt
- Photographe : Bert Tougas
- Musique : Richard Bowers
- Pays :  Canada
- Langue : Anglais
- Durée : 90 minutes
- Genre : Drame
- Dates de première diffusion :
  - États-Unis : 31 mai 2008 sur Lifetime
  - France : 16 mars 2009 sur TF1

## Distribution
- Barbara Niven (VF : Françoise Cadol) : Alyssa Harris
- John Bregar (en) (VF : Alexandre Gillet) : Cody Masterson
- Justin Bradley (en) (VF : Charles Pestel) : Gabe Masterson
- Matthew Raudsepp (VF : Emmanuel Garijo) : Jason Harris
- Kyle Switzer (en) (VF : Brice Ournac) : Ty
- Dani Kind (VF : Edwige Lemoine) : Danni Harris
- Ashley Jones (VF : Laura Préjean) : Becca
- Catherine Mary Stewart (VF : Laurence Dourlens) : Holly
- Sophie Gendron (VF : Marjorie Frantz) : Dominique Masterson
- Linden Ashby : Curt Masterson
- Cynthia Preston (VF : Marie-Laure Dougnac) : Julie
- Benz Antoine (en) : Inspecteur Reese
- Odessa Rae : Shari
- Luigi Saracino : Aaron
- Allison Graham : Laura
- Cinthia Burke : Cinthia
- Gaston Gassouma : Harry
- Ghassene Gassouma : Johnny